# Cepheus
Cepheus (abreviação: Cep), o Cefeu, é uma constelação do hemisfério celestial norte. O genitivo, usado para formar nomes de estrelas, é Cephei.
As constelações vizinhas, segundo a padronização atual, são a Ursa Menor, o Dragão, o Cisne, o Lagarto, a Cassiopeia e a Girafa.

## Características
As estrelas mais brilhantes do Cefeu possuem magnitude por volta de 3; A Alfa do Cefeu, Alderamin, é de grandeza 2,6.